# 티키테레

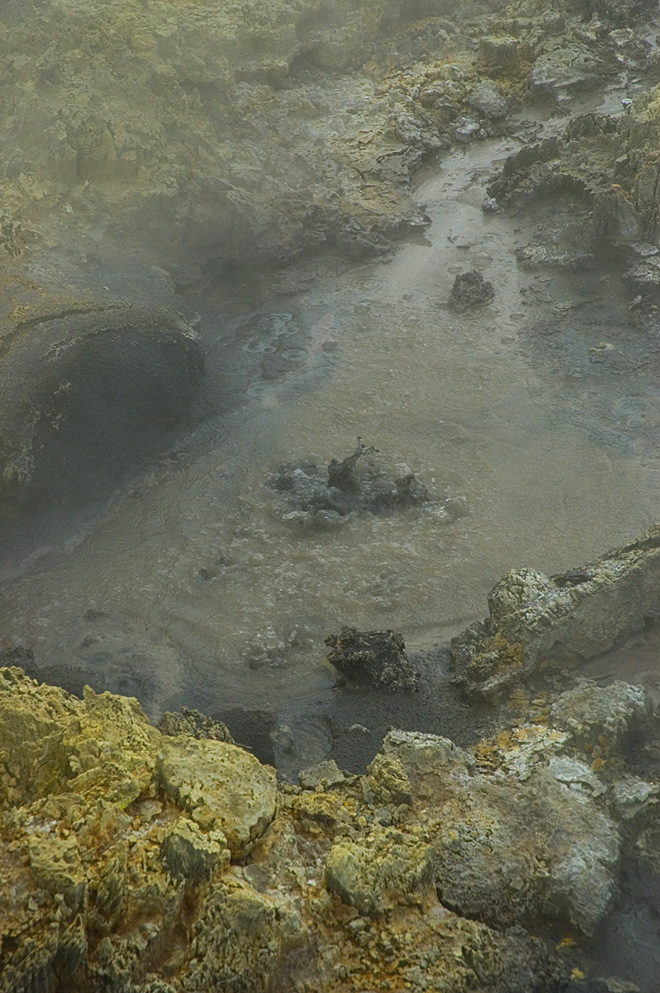
티키테레의 진흙탕

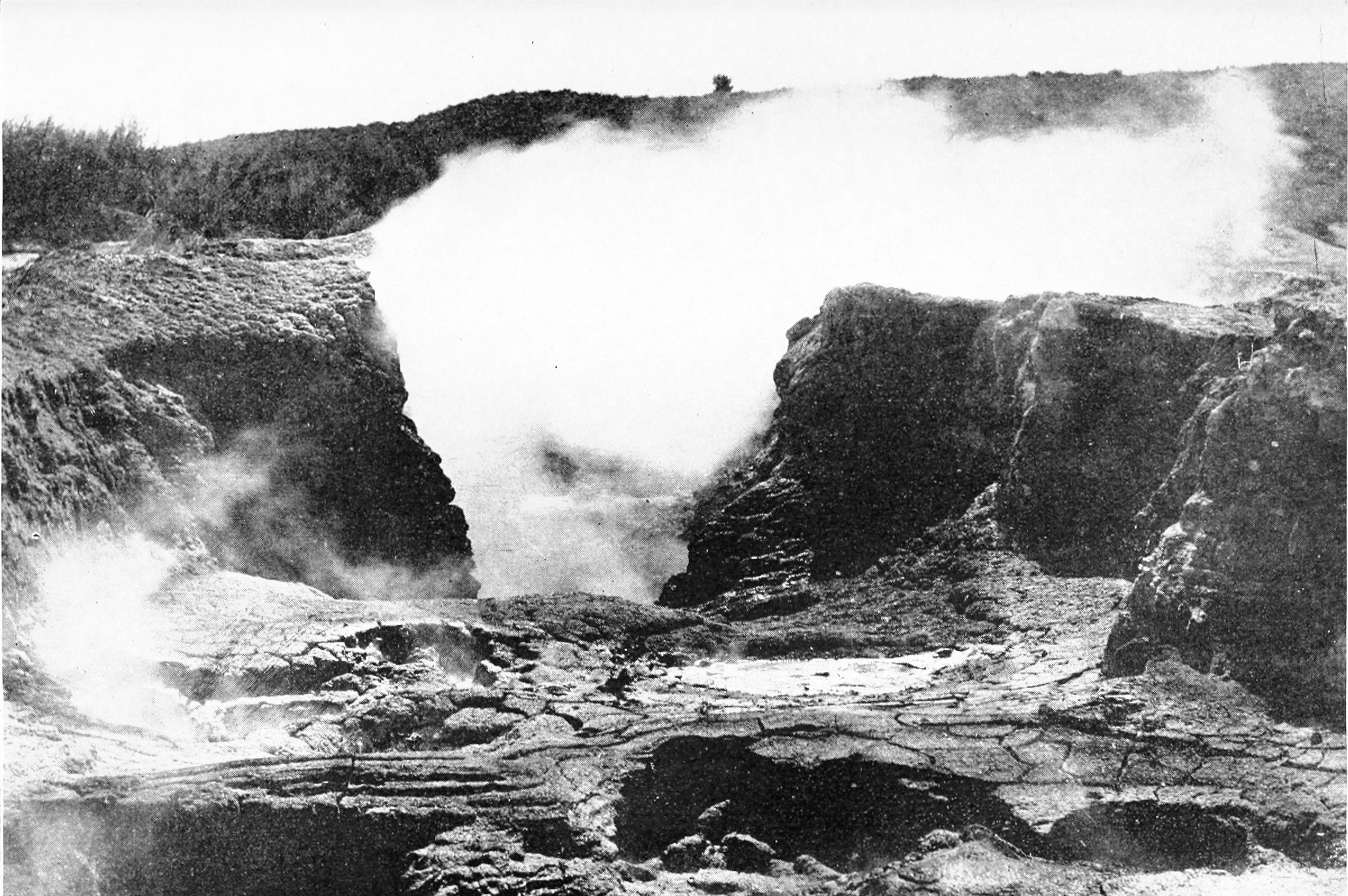
1913년 티키테레의 '지옥'분출구

티키테레(Tikitere), 더 잘 알려진 이름으로 헬스 게이트(Hell's Gate, 지옥의 문)는 뉴질랜드 로토루아 로토루아 호수 근처에 있는 지열지대이다.
이곳은 뉴질랜드 로토루아에서 가장 화산활동이 활발하게 나타나며, 이화산, 머드팟, 온천 등 다양한 화산 활동 요소들이 나타난다. 또한 마오리 족의 문화를 체험해 볼 수 있고, 관광객들은 진흙 목욕 등의 다양한 체험을 할 수 있다.

## 개요
이곳은 약 10,000년전 일어난 지열 폭발(Geothermal Eruption)에 의해 만들어졌다. 이 분출은 로토루아 칼데라의 분출 중 하나였고, 로토이티 호수도 형성되었다. 그리고 가스와 열수가 대량 분출하며, 지금의 티키테레를 만들어냈다. 이곳에서는 마오리 족의 문화와 역사, 온천욕, 진흙목욕을 즐길 수 있다. 대부분의 요소에는 지옥, 악마 등의 공포스런 이름이 붙어있다.